# Drachen
Drachen, även stavat Baqên, är ett härad (dzong) som lyder under prefekturen Nagchu i Tibet-regionen i sydvästra Kina.